# Tommot
Tommot (Russisch en Jakoets: Томмот) is een stad in de oeloes Aldanski van de Russische autonome republiek Jakoetië. De stad telde 8057 inwoners bij de volkstelling van 2010.

## Geografie en klimaat
De stad ligt in het noorden van het Hoogland van Aldan aan de rivier de Aldan (zijrivier van de Lena). Tommot ligt op 390 kilometer ten zuidwesten van Jakoetsk en 87 kilometer ten zuidwesten van Aldan. Tot de gorodskoje poselenieje Tommot behoren ook de dorpen Bezymjanny, Yllymach, Verchnjaja Amga en Oeloe.
De gemiddelde jaartemperatuur in Tommot bedraagt -8,7°C, de gemiddelde luchtvochtigheid 72,7% en de gemiddelde windsnelheid 3,2 m/sec.
| Maand                       | jan   | feb   | mrt   | apr  | mei | jun  | jul  | aug  | sep | okt   | nov   | dec   | Jaar |
| --------------------------- | ----- | ----- | ----- | ---- | --- | ---- | ---- | ---- | --- | ----- | ----- | ----- | ---- |
| Gemiddelde temperatuur (°C) | −32,3 | −27,7 | −19,3 | −8,2 | 2,6 | 12,8 | 15,8 | 12,3 | 3,3 | −10,0 | −24,0 | −31,2 | −8,7 |
| Bron: Nasa                  |       |       |       |      |     |      |      |      |     |       |       |       |      |

## Geschiedenis
De naam Tommot is Jakoets voor "niet-bevriezend". De plaats werd in 1925 gesticht als een rivierhaven bij de instroom van de rivier Oekoelan in de Aldan. Deze laad- en losplaats te midden van een dicht dennenbos fungeerde als overslaghaven voor de levering van voorraden voor de Nezatmeny-goudmijn bij Aldan. De plaats werd een recreatiegebied voor de arbeiders van de goudmijn. Tussen 1925 en 1926 werkte Ivan Papanin er aan de bouw van een krachtig zendstation. In 1933 kreeg Tommot de status van stad. De stad werd vervolgens aangesloten op de lange tijd onverharde autoweg Lena (sinds 2014 verhard), die Jakoetsk met Zuid-Siberië verbindt. In 1997 bereikte de Spoorlijn Amoer-Jakoetsk de stad, waarna in 2004 Station Tommot werd geopend, dat tot de in werking stelling van Station Nizjni Bestjach in 2019 het eindpunt vormde voor passagierstreinen. Zowel de autoweg als de spoorlijn lopen hier met een brug over de rivier (respectievelijk geopend in 1987 en 2006).
Bij de stad wordt sinds 1942 flogopiet gewonnen. Begin 21e eeuw zijn er ook plannen voor de winning van uranium (Elkonmijn). Naast mijnbouw wordt er ook bosbouw bedreven en bouwmaterialen gefabriceerd. Tevens bevindt zich er een oliedepot. Tot de voorzieningen in de plaats behoren een cultureel centrum, gedeeltelijke middelbare school, internaat, medische post en enkele winkels.

## Bevolkingsontwikkeling
|                                   |
| Data afkomstig van volkstellingen |

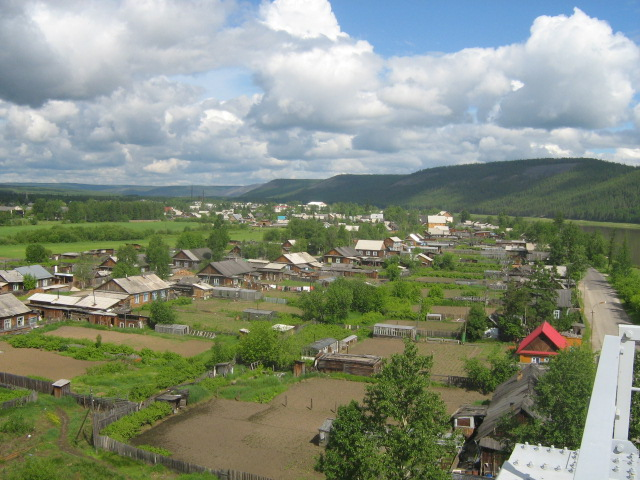
Houten huisjes langs de straten Oekoelanskaja en Ostrovskogo gezien vanaf de spoorbrug over de Aldan
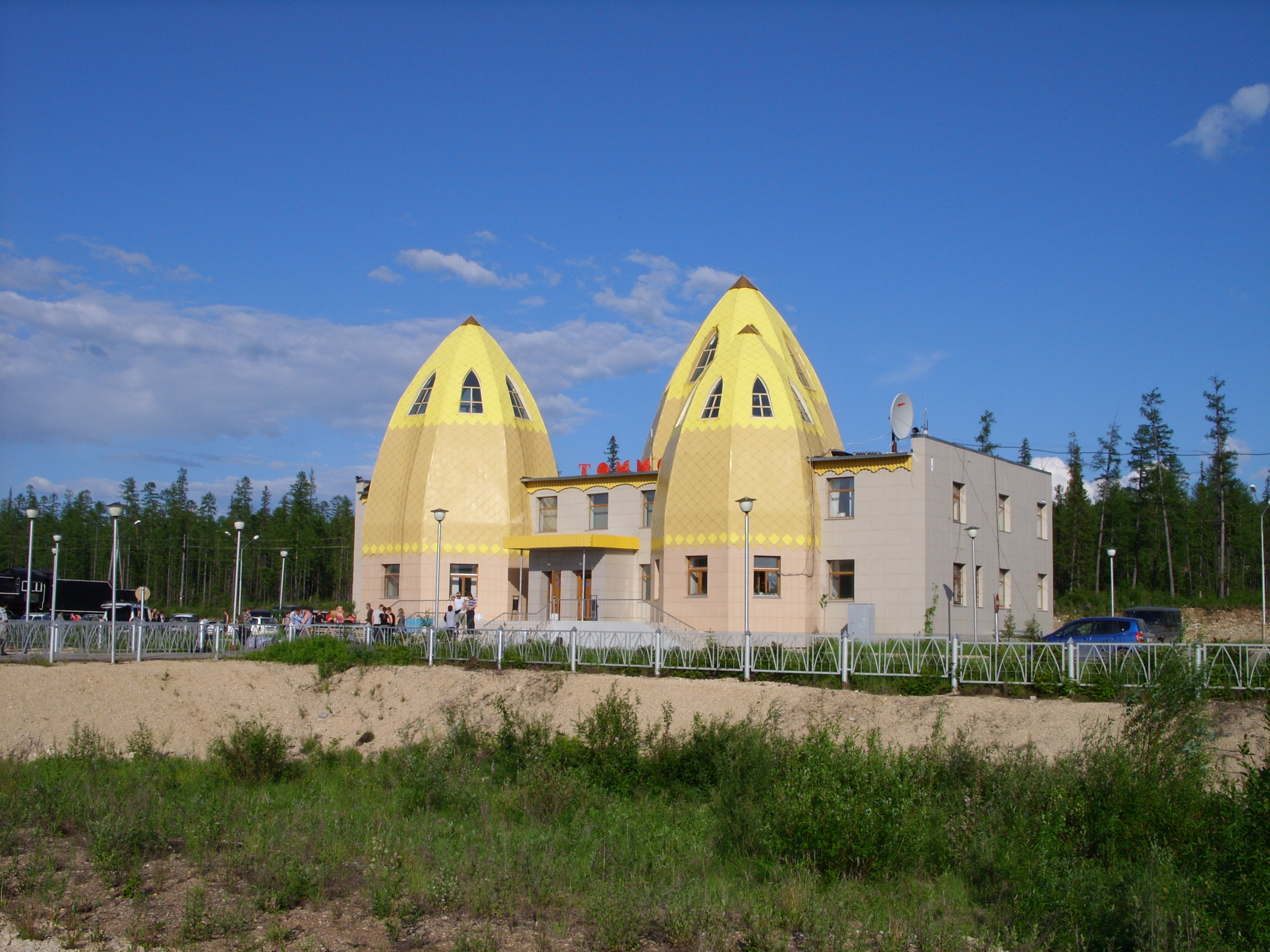
Spoorstation in de zomer
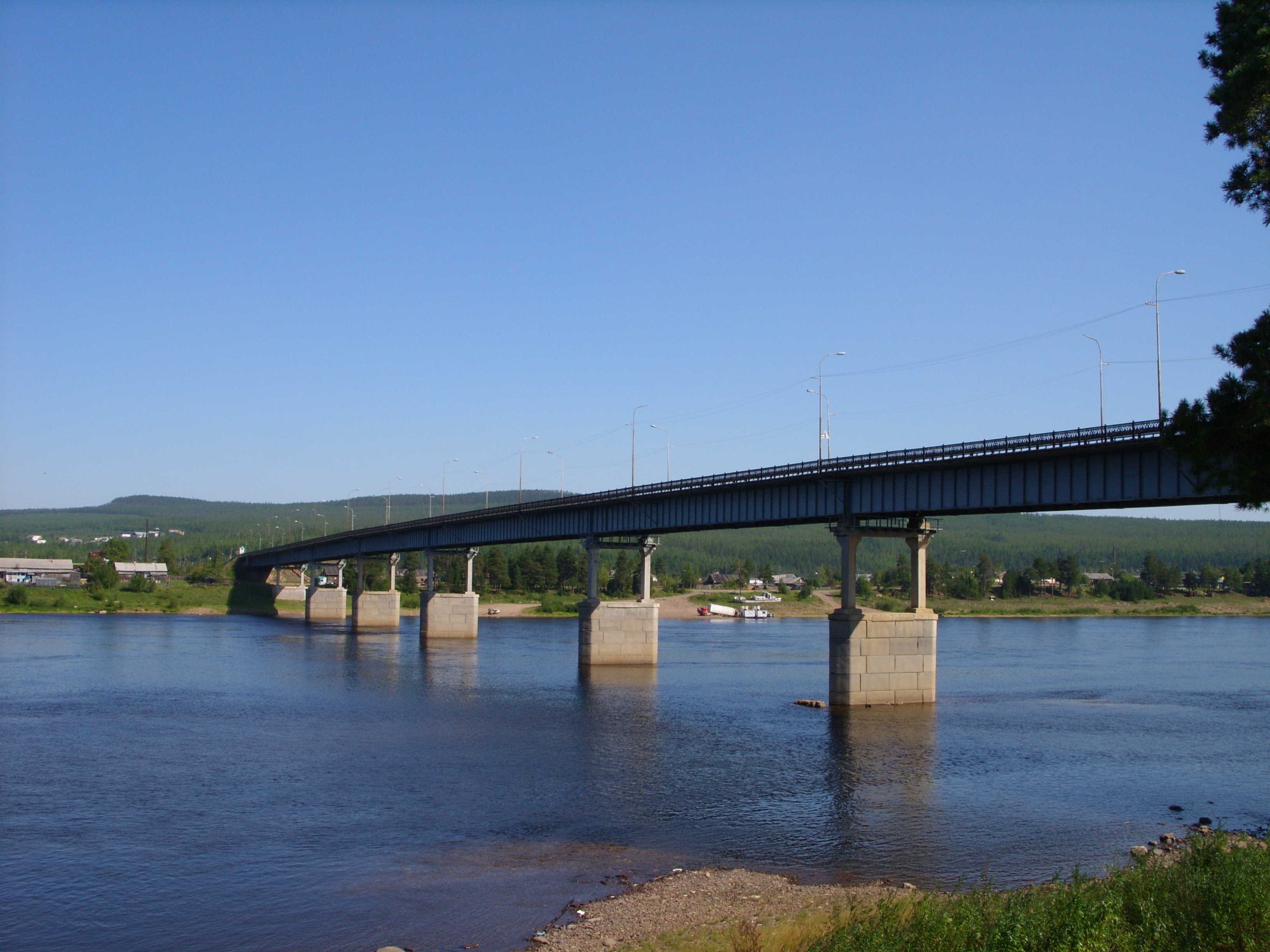
Verkeersbrug over de Aldan bij de stad

Oeloesen: Abyjski · Aldanski · Allaichovski · Amginski · Anabarski · Boeloenski · Verchneviljoejski · Verchnekolymski · Verchojanski · Viljoejski · Gorny · Zjiganski · Kobjajski · Lenski · Megino-Kangalasski · Mirninski · Momski · Namski · Nerjoengrinski · Nizjnekolymski · Njoerbinski · Ojmjakonski · Olenjokski · Oljokminski · Srednekolymski · Soentarski · Tattinski · Tomponski · Oest-Aldanski · Oest-Majski · Oest-Janski · Changalasski · Tsjoeraptsjinski · Eveno-Bytantajski

Bestuurlijk centrum: Jakoetsk

Grote steden: Aldan · Lensk · Mirny · Nerjoengri · Njoerba · Oedatsjny · Oljokminsk · Pokrovsk · Srednekolymsk · Tommot · Verchojansk · Viljoejsk